# 神仙台站
神仙臺站（：／ Sinseondae yeok */?）是位于釜山南区的一个铁路车站，属于牛岩线。

## 历史
- 1998年4月1日，落成使用。

## 相鄰車站
韓國鐵道公社
牛岩線
牛岩－神仙臺